# Mail (Unix)
Pour les articles homonymes, voir Mail.
mail est une commande Unix d'envoi de courriel.
Elle nécessite au préalable que la résolution de nom soit possible (via le DNS le plus souvent ou plus basiquement via le fichier hosts).

## Exemples
Exemple simple
```
$>
 
mail
 
-s
 
"Sujet du mail"
 
-c
 
cc.rider@b.c
 
adresse1@exemple1.com
 
adresse2@exemple2.com

```

- Cette ligne enverra un email aux 2 destinataires, plus une copie cachée à cc.rider.
- Le corps du message s'inscrit après avoir validé la commande avec entrée, puis s'achève avec CTRL+D.

L'option -a permet l'utilisation des caractères ISO-8859 après le code ASCII
```
$>
 
mail
 
-s
 
"Sujet du mail"
 
-a
 
ISO-8859-8
 
adresse1@exemple1.com

```

Pour envoyer un message en une seule ligne
```
$>
 
echo
 
"Message entier"
 
|
 
mail
 
-s
 
"Sujet du mail"
 
adresse1@exemple1.com

```

Pour envoyer le contenu d'un fichier
```
$>
 
cat
 
fichier.txt
 
|
 
mail
 
-s
 
"Sujet du mail"
 
adresse1@exemple1.com

```